# メギッドの戦い
メギッドの戦い（ナブルスの戦いとも呼ばれる）は、第一次世界大戦の中東戦線における、イギリス軍とオスマン帝国軍の戦いの一つ。イギリス軍の攻勢によりオスマン帝国ユルドゥルム軍集団は壊滅した。

## 背景
前年の第3次ガザ戦とそれに続く追撃戦によって、エドモンド・アレンビー将軍率いる英エジプト遠征軍はエルサレムを攻略した。1918年春イギリス軍は小規模攻勢を2度行ったが、どちらとも撃退される。
アレンビー将軍は更なる攻勢を計画していたが、西部戦線においてドイツ軍が春季大攻勢を実施。これの余波を受けた遠征軍は西部戦線に兵力の大半を送らざるを得なくなった。代わりにインド軍による補充を受けたが訓練未熟で実戦経験がほとんどないため、アレンビー将軍は再教育することを余儀なくされた。

## 作戦構想
来たるべき攻勢作戦の構想は遠征軍司令官アレンビー自身から出された。8月1日、アレンビーは各軍団長に作戦構想を述べ、さらに9月9日に部隊命令第68号を発した。作戦の骨子は以下の通りである。まず優勢な陸軍航空隊が制空権を奪取する。次いで航空隊はオスマン軍の通信施設を破壊し、相互の軍の連携を困難させる。地上では、内陸部正面の第20軍団と東面のチャーター隊が欺騙行動によって敵を引きつける。そして海岸部の第21軍団が正面を突破し、続く砂漠乗馬軍団がこれに呼応して突破正面より急進する。前年の第3次ガザ戦では内陸部から突破したが、今回は海岸部より行うこととなった。
対するオスマン軍はパレスチナの上級司令部としてユルドゥルム軍集団を置いていた。これを指揮するのはガリポリ戦で勇名を馳せた独オットー・リーマン・フォン・ザンデルス将軍である。ザンデルス将軍は前任者の独フォン・ファルケンハインの好んだ機動防御よりも陣地防御を志向した。
その防御計画はいたってシンプルで、敵に土地を渡すことなくその場で固守するというものである。陣地を奪取された場合は、すぐさま予備隊による反撃を行う。しかし作戦レベルでみると、もしものときに拠るべき第2線陣地がなく、固守か死かいずれかしか選択がなかった。

## 両軍の態勢
パレスチナにおけるイギリス軍の上級司令部としては、英エジプト遠征軍が存在していた。メギッド戦時の遠征軍は大きく分けて第20軍団、第21軍団、砂漠乗馬軍団、チャーター隊、英空軍パレスチナ旅団から成っていた。第20軍団と第21軍団は歩兵主体で、砂漠乗馬軍団は乗馬兵中心である。チャーター隊はオーストラリア・ニュージーランド乗馬師団を基幹として、それに歩兵部隊が付与された部隊である。ドイツ軍の春季大攻勢に伴う転出と補充により、遠征軍ではインド兵の比率が高くなっていた。総計歩兵5万6千、騎兵1万千、火砲552門である。
一方のオスマン帝国ユルドゥルム軍集団は大体に分けて第4軍 (小ジェマル・パシャ)、第7軍 (ムスタファ・ケマル・パシャ)、第8軍 (ジェヴァト・パシャ)から成っていた。第8軍の隷下にはドイツ・アジア軍団も入っていた。1918年8月時点での歩兵戦力は40598名（小銃19819挺、軽機関銃273挺、重機関銃696挺）だった。アレンビーはオスマン軍の戦力を歩兵3万2千、騎兵3千、火砲370門と推定している。
部隊配置は、軍集団司令部がナザレ、海岸部の第8軍はテル・カルム、内陸部第7軍はナーブルス、内陸部左翼の第4軍はエス・サルトに司令部を置いていた。
当時ユルドゥルム軍集団は物資不足と兵力不足に悩まされていた。

## 経過

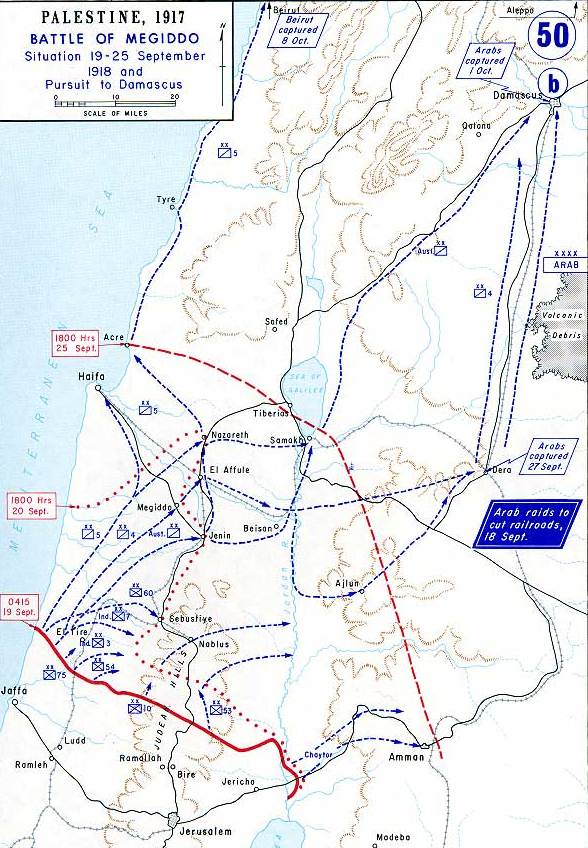
1918年9月19日から25日までの作戦経過

前段階として、イギリス陸軍航空隊は航空撃滅戦を実施してドイツ・オスマン軍機を圧倒、制空権を獲得した。また、アラブ北部軍がヘジャーズ鉄道付近で破壊工作を行ったため、ザンデルスは鉄道警備のために乏しい一部兵力を割りさかなければならないはめになった。

### 9月19日
9月18-19日間の夜、英第20軍団はアレンビーがヨルダン峡谷の低地に主攻撃をかけると信じ込ませるため陽動攻撃を行った。その間、第21軍団は夜陰を利用して陣地から出て攻撃出発点へと移動した。午前4時30分、イギリス軍は海岸部において強烈な砲撃を実施し、15分間にオスマン軍陣地に毎分千発以上の砲弾を浴びせかけた。オスマン軍砲兵もこれに応戦したが、その目標はイギリス軍陣地に向けられており、ほとんど損害を与えることができなかった。これと同時期よりイギリス陸軍航空隊はオスマン軍司令部及び通信施設の爆撃を行い、その意思疎通を困難にさせた。
移動弾幕射の支援を受けつつ英第21軍団歩兵は前進を開始。突破正面においてイギリス軍とオスマン軍の戦力比は12対1となっており、イギリス軍が圧倒的に優勢となっていた。
一方、ザンデルスは全く状況がつかめていなかった。午前7時から第8軍との通信が完全に途絶し、午前8時50分に第8軍は状況報告を試みているが、ザンデルスまで届かなかった。2時間後、ドイツ・アジア軍団長グスタフ・フォン・オッペン大佐から通信を受けてやっと状況を知ることとなる。
突破正面のオスマン第8軍第22軍団はイギリス軍の猛撃にあって壊滅し、隣接するドイツ・アジア軍団も後退し始めた。こじ開けられた突破口から砂漠乗馬軍団がナザレに向けて突進した。また、英第21軍団第60師団は午後5時にテル・カルムを占領した。

### 9月20日 - 25日
20日、英第20、第21軍団によってオスマン第7軍は圧迫されていた。北では、砂漠乗馬軍団が順調に前進し、エル・ラジュン、アフラ、ベイサン、ジェニンと次々に奪取した。さらにはザンデルスのいるナザレにまで攻撃をかけた。しかしザンデルスは午後1時15分、町を後にして退却した。
21日、ついにナザレは英軍に占領された。敗走する第7軍の大部分はワディ・ファア（Wadi Far'a）付近で英陸軍航空隊によって襲撃を受けた。この攻撃は一日中続けられ、オスマン軍兵は車両と火砲を置き捨てて潰走した。
25日までにハイファ、アッコ、ベイサン、samakhをイギリス軍は占領した。チャーター隊はアンマンを占領し、オスマン第4軍はダルアーに向かって敗走した。オスマン第7軍及びドイツ・アジア軍団はヨルダン川を越えて北へと退却していった。オスマン第7軍は壊滅状態であり、ドイツ・アジア軍団は残存兵2千で部隊統制を維持していたものの重火器を置き捨てていた。

### 休戦まで
イギリス軍騎兵部隊はダマスカスを目指してさらに前進していった。28日、英第4インド騎兵師団はダルアーにたどり着き、先に占領していたアラブ軍がオスマン軍負傷者を虐殺しているのを発見している。
ザンデルスはダマスカスを守るため3個歩兵師団及び第3騎兵師団を配置したが、これらの部隊は戦闘と退却によって弱体化しており、イギリス軍を止めることができなかった。10月1日、ダマスカスは陥落。オスマン第3騎兵師団は後衛として戦って壊滅し、他のオスマン軍部隊は北方に向かって敗走した。イギリス騎兵はこれを追ってさらに北へ追撃を続けた。この頃からオスマン軍捕虜によりもたらされた疫病がイギリス軍内に蔓延している。アレンビーは20日にハマーの線で止まるよう命令したが、英第5インド騎兵師団はこれを無視して進撃し、25日アレッポを占領した。
10月26日、ザンデルスはアナトリアのアダナまで軍集団司令部を後退させていた。すでに第4軍司令部と第8軍司令部は消滅し、メギット戦前の戦力としてはムスタファ・ケマルの第7軍と疲弊した師団のみが残っていた。オスマン参謀本部は大慌てで首都方面およびカフカースより兵をアダナヘ移送させていた。オスマン領の中心部において最後の決戦を行うべくザンデルスは準備していたが、30日ムドロス休戦協定の締結によってオスマン帝国の敗北が決まった。

## 結果
メギッド作戦が開始されてから38日間でイギリス軍は350マイル前進し、オスマン帝国ユルドゥルム軍集団を壊滅させた。イギリス軍の損害は戦死者782名、負傷者4179名、行方不明者382名である。イギリス側はオスマン軍捕虜7万6千名、火砲360門、機関車89両を獲得したと主張している。
オスマン軍の敗因としてよく言われることに、士気の低下がある。実際、オスマン軍捕虜は自軍の士気の低下、お粗末な兵站、戦争それ自体に対する支援不足に不平を漏らしている。イギリス情報部はアナトリア、カフカス、ヨーロッパの戦闘師団に比べてパレスチナの兵員の質が悪くなっていることを指摘している。続いて、オスマン軍捕虜の士気はガリポリ戦のときより低下しており、アラブ人は特に悪いとしている。
士気以外に3つの点をエドワード・エリクソンは指摘している。戦略的観点では戦場がカフカスやガリポリのように守りやすい土地ではないこと、作戦レベルではイギリス軍が欺騙と集中によって前線付近での軍団規模の部隊の移動を可能にしたこと、戦術レベルでは1917年から1918年の間にイギリス軍がその戦術を進化させていたことである。ザンデルスはガリポリ戦しか大戦での実戦経験がなく、いかなる犠牲を払っても陣地を固守するとの認識をメギッド戦時にもまだ持っていた。一方オスマン軍人に嫌われたファルケンハインは大戦中盤のヴェルダン戦、ルーマニア戦役に参加し、戦争の様相が変わっていっていることを認識していた。つまり土地に執着することなく強力な反撃によって敵を粉砕するという大戦後半のドイツ軍の考えにシフトしていたのである。ファルケンハインの指揮していた第3次ガザ戦では、すべての師団レベルの部隊が壊滅するという惨状は避けられた。しかし、柔軟な防御でなく固定的な防御をしていたメギッド戦でのオスマン軍はイギリス騎兵の大進撃を許してしまったのである。
メギッドにおける歩兵部隊、機動部隊、航空隊というイギリス軍の3軍協同作戦は後の電撃戦と似通っている。英軍事学者ベイジル・リデル＝ハートは「結論として言えることは、メギッドというすでに不滅の名前によって永遠のものとなったこの勝利は、構想の雄大さのために歴史上の出来事の傑作のひとつとなったということである」と絶賛し、アメリカ海兵隊は『WARFIGHTING』においてメギッド戦を高い機略性をもった戦闘であると見なしている。